# 志摩れい子
志摩 れい子（しま　れいこ、1943年〈昭和18年〉6月23日-）は、日本の政治家、フリーアナウンサー。鹿児島市議会議員（5期）。元鹿児島県議会議員。元MBC南日本放送アナウンサー。

## 略歴
鹿児島市出身。東京の共立女子短期大学を卒業。
1964年（昭和39年）に帰郷し、有島裕子として同年4月1日付けでMBC南日本放送へアナウンサーとして入社。
鹿児島市の丸屋デパートにおいて1963年（昭和38年）に完成した九州初のサテライトスタジオ「MBCサテライトスタジオ」では、ラジオ公開放送の度スタジオ前に人だかりができる状態であったが、その丸屋デパートにおいて1965年（昭和40年）、2周年記念イベントの公開ラジオ番組「ミュージック☆オンパレード」を行い『ユアヒットパレード』で人気を博していたアナウンサーの横山欣司と共に司会を務め、集まった多くの来場者からリクエスト曲の受け付けを行った。
1967年（昭和42年）5月25日に退社しMBCタレントとして、MBCの番組へ30年あまりに渡って出演し続ける。
1995年（平成7年）に鹿児島県議会議員となってからは、兼職が難しくなった事もありMBC南日本放送の第一線から退いた。その後、2000年（平成12年）には鹿児島市議会議員へ鞍替えしているが、その後も『さつまお笑い劇場』にはコーナー出演していた。
2005年（平成17年）、MBCタレントの長老格であり様々な番組でタッグを組んだ瀬川洋一郎が死去したことに伴い、地元紙の南日本新聞へ追悼のコメントを載せた。

## 不祥事
2024年4月に行われた鹿児島市議会議員選挙において、選挙告示前に娘の池山美月（同選挙で初当選）への投票を呼びかける文書を配布したとして、公職選挙法違反（法定外文書頒布）の疑いで書類送検された。志摩は取材に「市民の皆さまに大変申し訳ない」と話した。同年8月30日、公職選挙法違反罪で鹿児島区検察庁から略式起訴された。9月10日付で鹿児島簡易裁判所から罰金30万円の略式命令を受けた。

## テレビ番組
- 奥様ワイド・MBCですこんにちは![注釈 3]

この番組とその後継番組として放送された『ふれあいタウン・きゅーと55』において週1回のコーナーとして1978年（昭和53年）10月から開始された、スタジオでの全編鹿児島弁のミニドラマを生放送する企画「かごしま今昔」で、瀬川洋一郎と共に司会進行を務める。
「かごしま今昔」は、400回以上放送された1987年（昭和62年）7月には脚本集が出版され、MBCテレビ放送開始50年周年を記念して、2009年（平成21年）4月3日からは金曜午前5時40分から、2011年（平成23年）4月3日からは日曜午前6時頃から15分枠で再放送され、2015年（平成27年）3月29日まで続いたほか、2009年（平成21年）12月7日から2011年（平成23年）12月20日にかけ第5巻までDVD化された。

## ラジオ番組
- 希望のリボン
- 城山スズメ（1970年代 - 1990年代）
- 瀬川洋一郎のおはようワイド[注釈 5]